# 吉野近鉄タクシー
吉野近鉄タクシー株式会社（よしのきんてつタクシー）は、かつて存在した、タクシー事業を行う奈良交通グループの奈良近鉄タクシー株式会社の子会社であった。2014年10月に親会社の奈良近鉄タクシー株式会社に吸収合併された。